# ドバイ・マリタイム・シティ

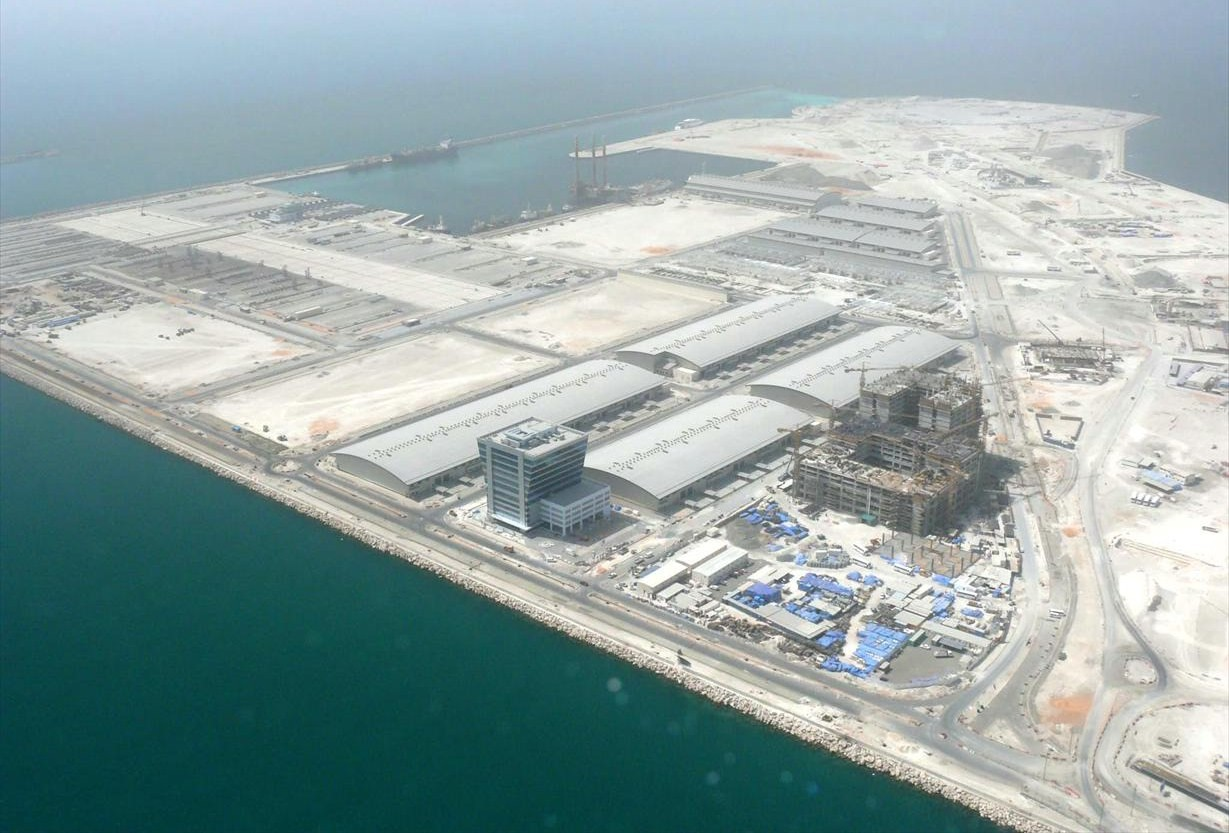
建設中のドバイ・マリタイム・シティ

ドバイ・マリタイム・シティ(Dubai Maritime City)は、アラブ首長国連邦・ドバイで建設が進む大型再開発である。
「世界初の大型海運センター」を目標に建設中で2009年現在、85%が完成、2012年オープン予定である。
ドバイ国際空港から10km、ドバイ・クリークに沿ってブル・ドバイの歴史的な町並みの北1.5kmに位置する。デイラからは2.5km。
ドバイ・マリタイム・シティは5つの地区から構成される。
- 産業区域: 船やヨットの修理・建造を行うゾーン
- 学術区域: 造船や海運の教育を行う。企業同士の情報交換の場にもなる予定。
- 海事センター
- 港湾施設
- ハーバー地区: ヨットが係留できる住居やショッピング・レストラン街